# 山本英俊
山本 英俊（やまもと ひでとし、1955年10月29日 - ）は、日本の実業家、馬主。
長女は、タレントの山本優希。

## 経歴
- 1988年6月 - 株式会社東洋商事（後の円谷フィールズホールディングス株式会社）設立 代表取締役社長就任
- 2000年
  - 3月 - 株式会社エイプ取締役就任
  - 4月 - 東京糸井重里事務所（後の株式会社ほぼ日）社外取締役就任
- 2007年6月 - フィールズ株式会社代表取締役会長就任

## 馬主活動
日本中央競馬会（JRA）に登録する馬主としても知られる。勝負服の柄は水色、袖白一本輪、冠名は特に用いない。
馬主になったきっかけとして30代の終わりに重病を患ってしまったことを挙げ、「仕事に打ち込むばかりでなく、何かいい趣味を持たなければ心と体のバランスが崩れてしまうことに気付かされました」と語っている。海外のGIタイトルを獲得することが目標だといい、欧米のセールに参加、日本国内では産駒の走らない種牡馬の産駒でも積極的に購入した。
一口クラブの東京ホースレーシングとも関わりがあり、山本自身もオーナーサイドとしてたびたび発言している。

### 調教師との関係
多くの馬を藤沢和雄厩舎に預けているが、これは競走馬育成シミュレーションゲーム・ダービースタリオンで藤沢がモデルである「藤枝厩舎」に預けると、怪我が少なくG1をたくさん勝ってくれるということが影響しているという。また、栗東トレーニングセンター所属の角居勝彦には、藤沢に「関西に預けるなら角居君に預けなさい」と言われて預けている。角居は、山本の頼みでアメリカのセリに出向き、馬を落札している。フライングアップル、サムライタイガース、ミスティックベル、ライオングラスがその一部である。

### 騎手との関係
日本中央競馬会の短期免許を取得して来日した騎手の身元引き受けも行っており、2005年にケント・デザーモ（3ヶ月）、2008年にダグラス・ホワイトといった騎手の身元引き受け馬主となっている。

### 来歴
- 2004年 - 馬主資格取得[2]。
- 2005年 - 3月6日の3歳新馬戦をミスターケビンが制し、初勝利。
- 2007年 - フライングアップルがスプリングステークスを制し、重賞競走初制覇。
- 2008年 - カジノドライヴがピーターパンステークスを制し、海外初出走で初重賞制覇[6]
- 2014年 - スピルバーグが天皇賞（秋）を制し、GI競走初制覇[7]。

## 主な所有馬

### GI競走優勝馬
- スピルバーグ - 天皇賞（秋）優勝

### 重賞競走優勝馬
- フライングアップル - スプリングステークス優勝
- カジノドライヴ - ピーターパンステークス優勝
- ペルーサ - 青葉賞、若葉ステークス優勝
- ルルーシュ - アルゼンチン共和国杯優勝
- ゴーフォザサミット - 青葉賞優勝

### その他所有馬
- ヴィヴァチッシモ - 栄冠賞優勝後に所有。
- タイガーマスク - 得た賞金の中から馬主、調教師、騎手の進上金合わせて95%を恵まれない子供たちへ寄付するとのことで話題に。中央競馬でデビューするも、勝ち星に恵まれず岩手競馬へ転出。岩手で2戦2勝の成績を残し、中央競馬に復帰。その後は2勝を加え、通算13勝4勝の成績で2011年1月に現役を引退。最終的には収得賞金のうち約1800万円を寄付した。引退後は中山競馬場で誘導馬[8]。
- ジャービス - 清原和博との共同所有馬で、タイガーマスク同様獲得した賞金は少年野球に寄付されるという[9]。馬名の由来は小説『あしながおじさん』の登場人物。
- キミノナハセンター - 当時フジテレビにて放送されていた競馬番組うまズキッ!にてレギュラーで出演していた白石麻衣が命名[10]。通算22戦3勝の成績で2018年11月に登録抹消。現在はちばシティ乗馬クラブにて乗馬になっている[11]。
- モンドシャルナ - 当時フジテレビにて放送されていた競馬番組うまズキッ!にてレギュラーで出演していた小嶋陽菜が命名[12] 。日本で35戦3勝の成績を残し、2018年7月にフランスに渡り、2019年6月にフランスにて初勝利を挙げた[13]。その後は勝ち星に恵まれず2020年3月に現役を引退。ディープインパクトの半弟という血統が評価され、モロッコのファル・スタッドにて種牡馬として繋養されることになった[14]。